# マリオン・ライス・ハート
マリオン・ライス・ハート（Marion Rice Hart、1892年 - 1990年7月4日）はアメリカの女性アマチュア・パイロットである。
1946年に54歳でパイロット免許を取得すると、1953年に単発の軽飛行機で大西洋を横断した。74歳で単独大西洋横断飛行をおこなった。その後も84歳まで、7回の大西洋横断飛行をおこなった。1975年にハーモン・トロフィーを受賞した。98歳で亡くなった。
1936年から1939年までヨット（75footケッチ艇）で世界一周をしている。

## 著書
- Who Called That Lady a Skipper? (1938) describing her voyage on the ketch Vanora (ISBN 0-7812-8169-5).
- How to Navigate Today (1940) a treatise on celestial navigation (ISBN 0-87033-035-7)
- I Fly as I Please (1953, Vanguard)